# Martine Froger
Martine Froger [fʁɔʒe], née le 11 juin 1961 à Blois (Loir-et-Cher), est une femme politique française. Membre du Parti socialiste (PS) mais siégeant au sein du groupe LIOT, elle est députée de l’Ariège depuis 2023.
Après un échec aux élections législatives de 2022, elle remporte l'élection législative partielle de l’année suivante dans la 1re circonscription de l'Ariège, ayant reçu le soutien de la fédération du PS du département mais pas celui de la direction nationale de son parti, qui investit Bénédicte Taurine, députée LFI-NUPES sortante. Elle siège au sein du groupe LIOT à l’Assemblée nationale.

## Vie privée
Martine Froger a grandi dans le Loir-et-Cher, son père étant agriculteur-éleveur-boucher et sa mère employée de banque mais s'investissant aussi dans la ferme familiale. À l'âge de 28 ans, elle quitte son département d'origine et vient vivre d'abord à Bordeaux puis dans les Pyrénées-Orientales. Finalement elle se fixe à Alzen, une commune de 300 habitants en Ariège. Elle a deux enfants.
Martine Froger est directice d'une association d'insertion, le Centre d’accompagnement social aux techniques agropastorales (CASTA),.

## Parcours politique

### Débuts
Membre du Parti socialiste (PS) depuis 1993, elle est depuis 2008 adjointe au maire d'Alzen, ainsi que suppléante du sénateur socialiste de l'Ariège Jean-Jacques Michau. Elle siège au sein du bureau de la communauté de communes Couserans-Pyrénées, où elle assure le suivi du secteur éducation et jeunesse. 
Après sa suspension du PS en mai 2022 pour dissidence aux élections législatives, elle signe la motion « Refondations », menée par Nicolas Mayer-Rossignol, lors du congrès socialiste de 2023.

### Élections législatives de 2022
Lors des élections législatives de 2022 dans la première circonscription de l'Ariège, la fédération du Parti socialiste de l'Ariège la désigne comme candidate. Toutefois, la direction nationale du PS apporte son soutien à la députée LFI sortante, Bénédicte Taurine, dans le cadre de la coalition de gauche NUPES. Martine Froger est éliminée au premier tour, arrivant en quatrième position avec 18,1 % des suffrages exprimés. Elle est dès lors suspendue du Parti socialiste.

### Élection législative partielle de 2023
Lors de l’élection législative partielle de 2023 provoquée une décision du Conseil constitutionnel, la direction nationale du Parti socialiste soutient Bénédicte Taurine, députée LFI sortante et candidate de la NUPES. De leur côté, la fédération du Parti socialiste de l’Ariège et le Parti radical de gauche désignent Martine Froger comme candidate,.
Lors du premier tour, Martine Froger arrive en deuxième position avec 26,4 %, derrière Bénédicte Taurine (31,2 %). Elle bénéficie pour le second tour du soutien de la candidate Renaissance, éliminée au premier tour, et de plusieurs figures socialistes, comme Nicolas Mayer-Rossignol, Carole Delga, Hélène Geoffroy, Lamia El Aaraje et Michaël Delafosse. À l'extérieur du PS, Guillaume Lacroix, président du PRG, lui apporte son appui ; l'ex-Premier ministre socialiste Bernard Cazeneuve se déplace dans la circonscription pour la soutenir. Avec le report de voix des électeurs de Renaissance, elle emporte le second tour avec 60,2 % des voix et un taux de participation de 37,9 %,,
Le 27 décembre 2023, la Commission nationale des comptes de campagne et des financements politiques rejette son compte de campagne, parvenu le lendemain de l'expiration du délai légal du dépôt, et saisit le Conseil constitutionnel. Ce dernier reconnait le 26 avril 2024 le bien fondé du rejet du compte de campagne mais ne l'assortit pas d'une décision d'inéligibilité, « dans les circonstances particulières de l'espèce ».

### Députée de l’Ariège
Le 6 avril 2023, quatre jours après son élection comme députée, elle est vivement prise à partie dans sa circonscription, lors d'une manifestation à Foix contre la réforme des retraites, ce qui la conduit à  quitter les lieux. Cette situation provoque une polémique jusqu'au niveau national ; au sein du Parti socialiste, Kamel Chibli, vice-président du conseil régional d'Occitanie, dénonce « une agression honteuse par un groupe d’extrême gauche »,. De nombreux socialistes opposés à l'union de la gauche lui apportent leur soutien.
À l’Assemblée nationale, elle déclare avoir sollicité la direction du PS pour siéger au sein du groupe socialiste. Elle siège cependant dans un premier temps parmi les non-inscrits, refusant de rejoindre l’inter-groupe de la NUPES ; elle affiche alors sa proximité avec le groupe LIOT, d’obédience centriste, auquel elle adhère en mai 2023.

### Élections législatives de 2024
À la suite de la dissolution de l'Assemblée nationale par Emmanuel Macron, elle est candidate à sa réélection lors des élections législatives françaises de 2024 en Ariège, cette fois-ci en tant qu'unique candidate de gauche, sa circonscription étant attribuée au Parti socialiste dans le cadre de l'accord du Nouveau Front populaire, qui l'investit cette fois-ci comme candidate. Elle est élue dès le premier tour avec 50,74% des voix et annonce qu'elle continuera de siéger au sein du groupe LIOT tant qu'il n'y aura pas de scission de son parti avec la France insoumise, maintenant son hostilité envers la formation de Jean-Luc Mélenchon.

## Synthèse des résultats électoraux

### Élections législatives
| Année | Parti | Parti    | Circonscription | 1er tour | 1er tour | 1er tour | 2d tour | 2d tour | 2d tour | Issue  |
| Année | Parti | Parti    | Circonscription | Voix     | %        | Rang     | Voix    | %       | Rang    | Issue  |
| ----- | ----- | -------- | --------------- | -------- | -------- | -------- | ------- | ------- | ------- | ------ |
| 2022  |       | PS diss. | 1re de l'Ariège | 5 646    | 18,07    | 4e       |         |         |         | Battue |
| 2023  | 5 742 | PS diss. | 1re de l'Ariège | 26,42    | 2e       | 11 758   | 60,19   | 1re     | Élue    |        |
| 2024  |       | PS       | 1re de l'Ariège | 19 245   | 50,74    | 1re      |         |         |         |        |